# 아이린 게스트
아이린 메이 게스트(Irene May Guest, 1900년 7월 22일 ~ 1970년 6월 14일)는 미국의 수영 선수로 올림픽 챔피언이자 세계 기록 보유자였다.
필라델피아에서 태어난 게스트는 19세의 나이로 1920년 안트베르펀 올림픽에서 미국을 대표하였다.
게스트는 처음에 100m 자유형에서 동료 선수 에셀다 블라이브트리에 밀려 1분 17.0초와 함께 은메달을 땄다. 400m 자유형 계주에서 그녀는 블라이브트리, 프랜세스 슈로스와 마거릿 우드브리지와 함께 5분 11.6초의 세계 신기록으로 금메달을 획득하였다.
69세의 나이로 뉴저지주 오션게이트에서 사망하였다.
1990년 명예의 개척 수영 선수로 국제 수영 명예의 전당으로 헌액되었다.

## 같이 보기
- 올림픽 수영 여자 메달리스트 목록
- 수영 계영 400m 세계 기록 추이